# Rodnaja krov
Rodnaja krov (russisk: Родная кровь) er en sovjetisk spillefilm fra 1963 af Mikhail Jersjov.

## Medvirkende
- Jevgenij Matvejev som Vladimir Feddotov
- Vija Artmane som Sonja
- Tanya Doronina
- Vera Povetkina
- Anatoliy Papanov